# Styloleptus dozieri
Styloleptus dozieri är en skalbaggsart som först beskrevs av Fisher 1932.  Styloleptus dozieri ingår i släktet Styloleptus och familjen långhorningar.
Artens utbredningsområde är Haiti. Inga underarter finns listade i Catalogue of Life.